# Anna Cramling
Anna Yolanda Cramling Bellón (Fuengirola, 30 de abril de 2002) es una jugadora de ajedrez sueca-española, transmisora en vivo de Twitch y YouTuber que ostenta el título de Woman FIDE Master (WFM). Tiene una calificación máxima de la FIDE (Elo) de 2175. Representó a Suecia en los juegos Olímpicos de Ajedrez de 2016 en Bakú.

## Biografía
Sus padres, Pia Cramling y Juan Manuel Bellón López, también son ajedrecistas y ambos ostentan el título de Gran Maestro (GM). Debido a que su madre es sueca y su padre es español, Cramling creció tanto en Suecia como en España y habla tanto sueco como español además de inglés. A principios de 2020 lanzó su propio canal de Twitch después de tener la oportunidad de comentar con su madre sobre el partido del Campeonato Mundial Femenino de Ajedrez de 2020 entre Ju Wenjun y Aleksandra Goryachkina a principios de ese año. Después de aproximadamente un año de transmisión en Twitch, firmó con Panda, convirtiéndose en su primer transmisor de ajedrez, así como en la primera ajedrecista sueca en firmar con una organización de eSports.